# Bryan Colangelo
Bryan Colangelo (né le 1er juin 1965 à Chicago, Illinois), était le président et General Manager des 76ers de Philadelphie en NBA jusqu'au 7 juin 2018. Il est le fils de Jerry Colangelo, ancien dirigeant et propriétaire des Suns de Phoenix. Il évolue à l'université Cornell et est diplômé en management et économie. Il est lauréat du trophée de NBA Executive of the Year en 2005 et 2007.

## Carrière avec Phoenix
Colangelo commença sa carrière de dirigeant NBA avec les Suns de Phoenix, la franchise détenue par son père. Il en a fait partie durant 15 ans, dont les onze dernières en tant que General Manager.
Lors de cette période à Phoenix, Colangelo élabora de nombreuses transactions appréciées par les observateurs, dont la sélection à la draft de superstars tels Shawn Marion et Amare Stoudemire. Colangelo fut durement critiqué pour son transfert de Jason Kidd aux New Jersey Nets contre Stephon Marbury, mais se reprit en transférant Marbury et Penny Hardaway, souvent blessé, aux New York Knicks contre des joueurs en fin de contrat, contre notamment Antonio McDyess. Le salary cap additionnel apporté par ce transfert permit à Colangelo de recruter Steve Nash des Dallas Mavericks lors de l'été 2004. Nash deviendra le NBA Most Valuable Player en 2004-2005 et 2005-2006, les Suns établissant un bilan de 62 victoires – 20 défaites, obtenant la place de numéro 1 lors de la saison 2005. Colangelo fut couronnée du titre de NBA Executive of the Year cette même année.
Lors de l'été 2005, Colangelo transféra Joe Johnson aux Atlanta Hawks contre deux futurs premiers tours de draft et Boris Diaw, qui remporta ensuite le titre de NBA Most Improved Player en 2006. Colangelo transféra également Quentin Richardson aux New York Knicks. En dépit de la perte de ces deux joueurs et celle, temporaire de Stoudemire pour la saison entière (disputant seulement 3 matchs de saison régulière), les Suns dominèrent la Division Pacifique.
Il était également président de Phoenix Arena Sports (PAS), l'entité propriétaire des Arizona Rattlers (Arena Football League) et des Phoenix Mercury (WNBA) de juin 1991 à juin 2002. Les Rattlers remportèrent le championnat en 1994 et 1997 et les Mercury participèrent aux Finales WNBA en 1998. Il gagna le trophée de "AFL Executive of the Year" en 1993 pour son travail avec les Rattlers.

## Départ à Toronto
En 2004, les Suns furent vendus à un groupe d'investisseurs par Robert Sarver, Colangelo demeurant président et General Manager. Peu après le licenciement par les Raptors de Rob Babcock en janvier 2006, des rumeurs se propagèrent suivant lesquelles les Raptors sollicitaient Colangelo, bien qu'ils déclarèrent qu'ils effectuaient une recherche plus globale d'un general manager.
Le 27 février 2006, Colangelo quitta son poste aux Suns, et le 28 février 2006, les Raptors annonçaient son engagement en tant que président et GM. Le 23 mai 2006, Colangelo et les Raptors obtenaient le premier choix de la draft 2006.
Le 8 juin 2006, Colangelo effectua son premier transfert en envoyant le controversé Rafael Araújo contre Robert Whaley et Kris Humphries au Jazz de l'Utah. Son deuxième transfert envoya Eric Williams, Matt Bonner et un second tour de draft 2009 aux San Antonio Spurs contre le pivot Rasho Nesterovič le 21 juin 2006. Les Raptors annoncèrent qu'ils se séparaient de Robert Whaley.
Son premier transfert majeur eut lieu avec Charlie Villanueva, qui concourra pour le titre de NBA Rookie of the Year, contre le meneur de jeu des Milwaukee Bucks T.J. Ford. La présence de Villanueva gênerait le développement de Chris Bosh, qui est considéré comme le nouveau franchise player des Toronto Raptors à la suite du départ de Vince Carter. Mais Colangelo expliqua que l'équipe avait besoin d'un vrai meneur de jeu.
Colangelo drafta l'ailier italien Andrea Bargnani avec le premier choix de la draft 2006. Cela fit de Bargnani le premier européen sélectionné en tant que premier choix de l'histoire de la Draft de la NBA. Il recruta aussi d'autres free agents issus d'équipes européennes, dont Jorge Garbajosa et Anthony Parker.
En 2007, les Raptors remportèrent l'Atlantic Division pour la première fois de l'histoire de la franchise.
Colangelo fut couronné du titre de NBA Executive of the Year 2007, quelques semaines avant que les Raptors ne s'inclinent au premier tour des playoffs face aux Nets.
Lors de l'intersaison, Colangelo offrit les seconds tours de draft 2009 et 2011 aux Detroit Pistons en échange de Carlos Delfino. Il recruta aussi Jason Kapono.
Colangelo dirige un camp d'entraînement d'agents libres lors de l'intersaison où il découvrit Jamario Moon à qui il fit signer un contrat de deux ans.